# Vasse (Overijssel)
Vasse est un village néerlandais de la commune de Tubbergen, située dans la province d'Overijssel.

## Géographie
Vasse est situé dans le nord-est de la province d'Overijssel, entre Tubbergen et Ootmarsum, non loin de l'Allemagne (Uelsen).

## Histoire
En 1840, Vasse comptait 45 maisons et 298 habitants.

## Référence
1. ↑  Alphabetisch register van alle bewoonde oorden des Rijks, Departement van Oorlog, Éd. Erven Doorman, 's-Gravenhage, 1850